# Georg Heinrich Bümler

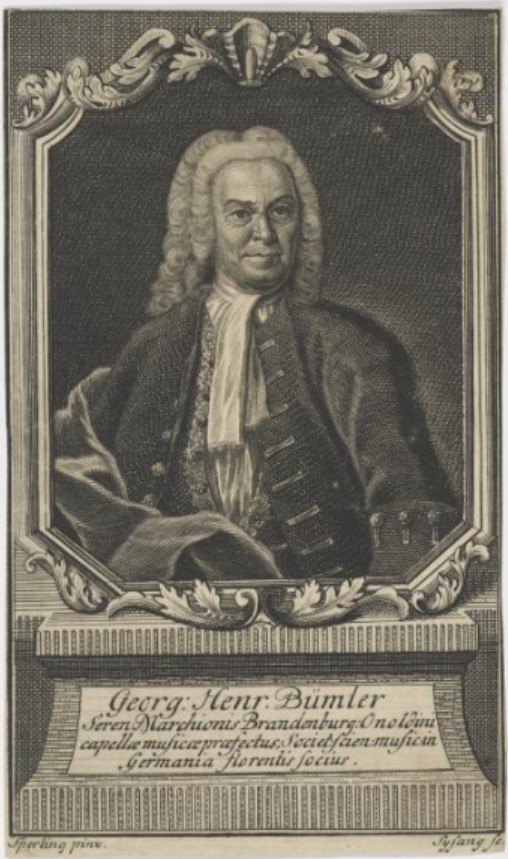
Bildnis Georg Heinrich Bümler (1718; Stich von Johann Christoph Sysang nach Johann Christian Sperling)

Georg Heinrich Bümler (* 10. Oktober 1669 in Berneck, Oberfranken; † 26. August 1745 in Ansbach) war ein deutscher Opernsänger (Kontraalt) und Kapellmeister des Markgrafen von Brandenburg-Ansbach.

## Leben
Bümler wurde wahrscheinlich 1683 Kammerdiskantist in der brandenburgischen Hofkapelle in Bayreuth. Dort unterrichtete ihn der Kapellmeister Ruggiero Fedeli in Gesang und Klavierspiel. Noch als Jugendlicher war er als Kammermusikus in Wolfenbüttel tätig. Sein beruflicher Weg führte ihn kurz nach Hamburg, Berlin und dann wieder nach Bayreuth. Schließlich wurde er 1698 Altist und Kammermusikus am brandenburgischen Hof in Ansbach und wurde 1717 (nach dem Tod des bisherigen Kapellmeisters Johann Christian Rau, der dort ab 1698 tätig war) zum dortigen Kapellmeister ernannt.
Als Lorenz Christoph Mizler seine Correspondierender Societät der musicalischen Wissenschaften gründete, wählte er seinen alten Ansbacher Weggefährten Bümler neben Giacomo de Lucchesini zu einem der drei Gründungsmitglieder.
In Ansbach traf Bümler 1723 mit dem Theologen und Philosophen Sigmund Ferdinand Weißmüller (1700–1745) zusammen. Beide waren sehr an pythagoreischen Fragestellungen interessiert. Bümler hatte unmittelbar vorher eine neun Monate dauernde Studienreise nach Italien unternommen. Mizler berichtet, Bümler habe hier die „Welsche Methode“ studiert, mit der vermutlich die im Universal-Lexicon beschriebene Welsche Practick gemeint ist, die sich auf die Lehre von den Proportionen und Rationen gründet.

## Werke

### Kantaten
- Lauda Jerusalem und Miserere für Sopran, Alt, Tenor und Bass, Instrumente und Basso continuo
- Schaffe in mir, Gott für vier Singstimmen, Soli, Instrumente und Basso continuo
- L'anima che contempla Christo, Dove, dove mia corri, E che ti fece, Mie luci e che mirate und Oh dio di qual contento für Alt und Basso continuo
- La Rosa  u. Venga chi veder vuol  für Sopran und Basso continuo
- Ecce homo  für Sopran, zwei Oboen und Basso continuo.

### Musiktheoretische Werke
- Neueste Temperatur [gleichschwebend] in: Johann Mattheson, Critica Musica I, Hamburg 1722, 5
- Archimedes’ Meinung auf die Frage: warum zwey Quinten und Octaven, welche ... auf einander folgen, nicht angenehm zu hören, in: Musikalische Bibliothek, II.4, Leipzig 1743, S. 89–94.